# Blonde on Blonde
Blonde on Blonde es el séptimo álbum de estudio del músico estadounidense Bob Dylan, publicado por Columbia Records en mayo de 1966. Las sesiones de grabación del álbum comenzaron en Nueva York en 1965, con el respaldo de un elevado número de músicos, entre los que se incluyeron miembros de la banda The Hawks, que cuatro años después se convirtió en The Band. La grabación continuó hasta enero de 1966, pero solo dio como resultado una canción, «One of Us Must Know (Sooner or Later)», que acabó publicándose en el álbum. Por sugerencia de Johnston, y con la compañía del teclista Al Kooper y el guitarrista Robbie Robertson, Dylan se trasladó a los CBS Studios de Nashville, Tennessee para continuar con la grabación. Estas sesiones, que contaron con la participación de músicos de sesión locales, fueron más fructíferas en comparación con las de Nueva York, y en dos meses se grabó el resto de las canciones.
El álbum, uno de los primeros discos dobles en la historia de la música moderna, completó la trilogía de rock que Dylan comenzó con Bringing It All Back Home en marzo de 1965 y continuó con Highway 61 Revisited 5 meses después. Gran parte de la crítica musical lo consideró de forma casi unánime como uno de los mejores álbumes de rock de todos los tiempos. Combinando la experiencia de los músicos de sesión de Nashville con la sensibilidad literaria modernista de Dylan, las canciones del álbum fueron descritas como una operación a gran escala musical, mientras que la lírica fue descrita como «una mezcla única entre lo visionario y lo coloquial».
En el plano comercial, Blonde on Blonde alcanzó el puesto nueve en la lista estadounidense Billboard 200, donde la RIAA lo certificó como doble disco de platino, mientras que en el Reino Unido entró en la posición tres de la lista UK Albums Chart.

## Trasfondo

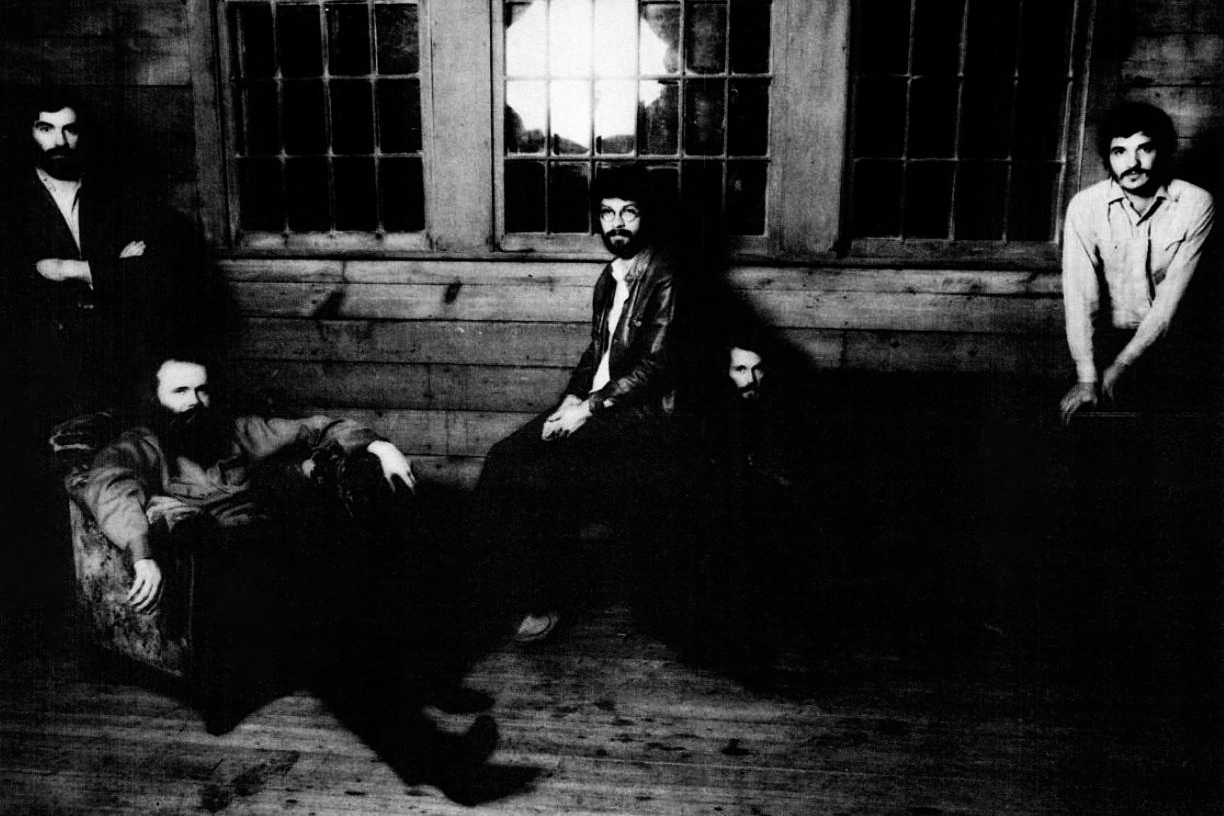
Tras el abandono de Al Kooper y Mike Bloomfield, Bob Dylan contactó con The Hawks para que le respaldaran en una nueva gira.

Después de publicar Highway 61 Revisited en agosto de 1965, Dylan buscó una banda de apoyo para salir de gira. El guitarrista Mike Bloomfield y el pianista Al Kooper habían trabajado previamente con el músico, tanto en su nuevo trabajo como en su controvertido debut eléctrico en el Newport Folk Festival de 1965. Sin embargo, Bloomfield decidió no salir nuevamente de gira con Dylan y mantuvo su trabajo con Paul Butterfield Blues Band, mientras que Kooper, tras tocar en varios conciertos entre agosto y septiembre, le informó que tampoco quería continuar la gira. De forma paralela, Albert Grossman, representante de Dylan, estaba en vías de crear una agenda «agotadora» de conciertos que mantuvo al músico en la carretera durante nueve meses, con una gira por los Estados Unidos, Australia y Europa.
Para emprender la gira, Dylan contactó con The Hawks, un grupo integrado por Robbie Robertson, Rick Danko, Richard Manuel, Garth Hudson y Levon Helm. El grupo, que había surgido como respaldo del cantante de rockabilly Ronnie Hawkins, fue recomendado a Dylan a través de dos personas: Mary Martin, secretaria de Grossman, y el cantante John Hammond, Jr., hijo del productor John H. Hammond, quien contrató al músico para Columbia Records en 1961. The Hawks habían trabajado con Hammond en la grabación de su álbum So Many Roads.
Para los primeros conciertos de la gira, Dylan solo contrató a Helm y Robertson, que se incorporaron a una banda integrada hasta entonces por Kooper y Harvey Brooks. El grupo tocó varios conciertos en localidades como Forest Hills y Hollywood Bowl, divididos en una primera parte acústica aplaudida por el público y una segunda parte eléctrica en el que solían ser abucheados. A su regreso de Los Ángeles, Dylan ensayó con The Hawks al completo en el Friar's Club de Toronto el 15 de septiembre, donde el grupo solía tocar con frecuencia, y tras la marcha de Brooks y Kooper, el 24 de septiembre hicieron su debut en directo en un concierto en Austin, Texas. Solo dos semanas después, alentados por el éxito de su concierto en Texas, entraron en el estudio A de Columbia Records en Nueva York con el objetivo de grabar un nuevo sencillo, el primero desde el lanzamiento de «Positively 4th Street». Sin embargo, de forma paralela, Dylan estaba planeando grabar su siguiente álbum, el tercero de su carrera con el apoyo de una banda de rock.

## Grabación

### Sesiones en Nueva York

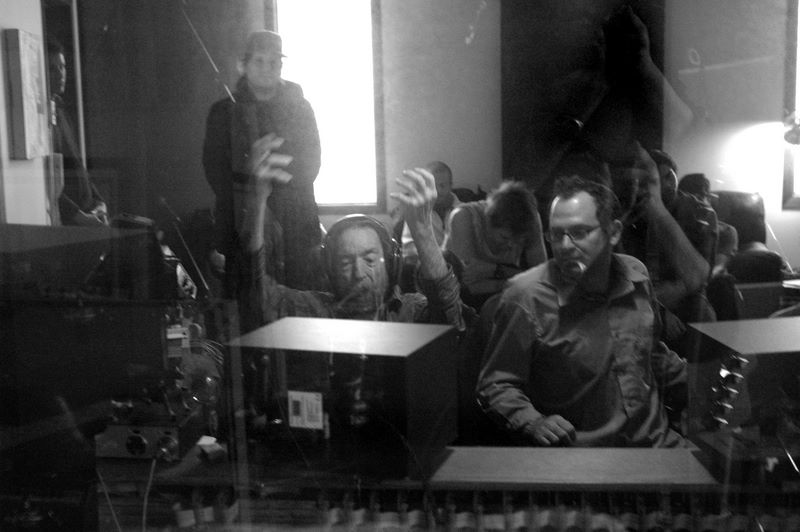
Bob Johnston fue el encargado de producir Blonde on Blonde, un año después de trabajar con Dylan en Highway 61 Revisited.

El productor Bob Johnston, que había supervisado la grabación de Highway 61 Revisited, trabajó con los músicos en el estudio A que Columbia Records tenía en Nueva York. En la primera sesión, que tuvo lugar el 5 de octubre, el grupo trabajó en «Can You Please Crawl Out Your Window?», una canción grabada anteriormente durante las sesiones de Highway 61 pero no incluida en el álbum. Dylan también intentó grabar otras tres canciones, pero ninguna llegó a completarse: tanto «Jet Pilot» como «I Wanna Be Your Lover» aparecieron, varias décadas después, en la caja recopilatoria Biograph. El grupo también grabó dos tomas de «Medicine Sunday», una canción que evolucionó hasta convertirse en «Temporary Like Achilles».
El 30 de noviembre, The Hawks volvió a respaldar a Dylan en el estudio, aunque con Bobby Gregg sustituyendo a Levon Helm, que abandonó temporalmente el grupo. Los músicos trabajaron en «Freeze Out», una nueva composición que fue retitulada posteriormente como «Visions of Johanna»; sin embargo, Dylan no se mostró satisfecho con los resultados. Una de las grabaciones del 30 de noviembre apareció en el recopilatorio The Bootleg Series Vol. 7: No Direction Home: The Soundtrack en 2005. Durante la misma sesión, el grupo completó «Can You Please Crawl Out Your Window?», publicada como sencillo en diciembre de 1965.
La grabación de Blonde on Blonde fue interrumpida en diciembre debido a una docena de conciertos con The Hawks. A continuación, Dylan tomó un descanso en enero debido al nacimiento de su hijo Jesse. El 21 de enero de 1966, volvió al estudio A de Columbia para grabar «She's Your Lover Now» junto a The Hawks, con Sandy Konikoff en la batería. A pesar de grabar diecinueve tomas de la canción, la sesión no produjo ninguna grabación competente y Dylan la abandonó definitivamente. Una de las tomas incompletas de la sesión del 21 de enero fue publicada, veinticinco años después, en The Bootleg Series Volumes 1–3 (Rare & Unreleased) 1961–1991.
Debido a los malos resultados en el estudio de grabación, Dylan comenzó a sentirse desilusionado con The Hawks. El 25 de enero grabó más material con el batería Bobby Gregg, el guitarrista Robbie Robertson, el pianista Paul Griffin y Al Kooper al órgano. Aunque el libreto que acompaña a la reedición de Blonde on Blonde en The Original Mono Recordings enumera a Bill Lee como bajista, biógrafos como Sean Wilentz insisten en que «el modo de tocar y las charlas en las cintas de grabación muestran de manera concluyente que Rick Danko fue el bajista en "One of Us Must Know"». Durante la sesión, Dylan intentó grabar dos nuevas composiciones: «Leopard-Skin Pill-Box Hat» y «One of Us Must Know (Sooner or Later)». Dylan se mostró finalmente satisfecho con una toma de «One of Us Must Know» publicada como sencillo unas semanas más tarde e incluida en Blonde on Blonde.
Una nueva sesión tuvo lugar el 27 de enero, esta vez con Robertson, Danko, Kooper y Gregg. El grupo volvió a grabar «Leopard Skin Pill-Box Hat» y «One of Us Must Know», pero Dylan no se mostró satisfecho con los resultados. El mismo día, Dylan intentó conseguir una toma satisfactoria de «I'll Keep It With Mine», una canción que anteriormente había grabado dos veces como demo. Los músicos añadieron una instrumentación que el biógrafo Clinton Heylin describió como superficial.
La escasez de material nuevo y el lento progreso de la grabación contribuyó a que Dylan decidiera cancelar tres nuevas fechas de grabación. Seis semanas después, Dylan confió al crítico Robert Shelton: «Oh, estaba realmente deprimido. Quiero decir, en diez sesiones de grabación, tío, no conseguimos ni una canción... Era la banda. Pero ya ves, no lo sabía. No quería pensar eso».

### Traslado a Nashville
Al observar la insatisfacción de Dylan con el progreso de las grabaciones, el productor Bob Johnston sugirió que trasladasen las sesiones a Nashville, Tennessee. Johnston vivía en Nashville y tenía experiencia en trabajar con músicos de sesión locales. Johnston recordó que Albert Grossman, representante de Dylan, se mostró hostil respecto al traslado: «Grossman se acercó a mí y dijo: "Si vuelves a mencionarle a Dylan la palabra Nashville, te vas". Yo le dije: "¿Qué quieres decir?". Él dijo: "Ya me has oído. Tenemos algo en marcha aquí"». A pesar de la oposición de Grossman, Dylan estuvo de acuerdo con la sugerencia de Johnston e hicieron los preparativos para grabar Blonde on Blonde en los Music Row Studios de Nashville a partir de febrero de 1966.

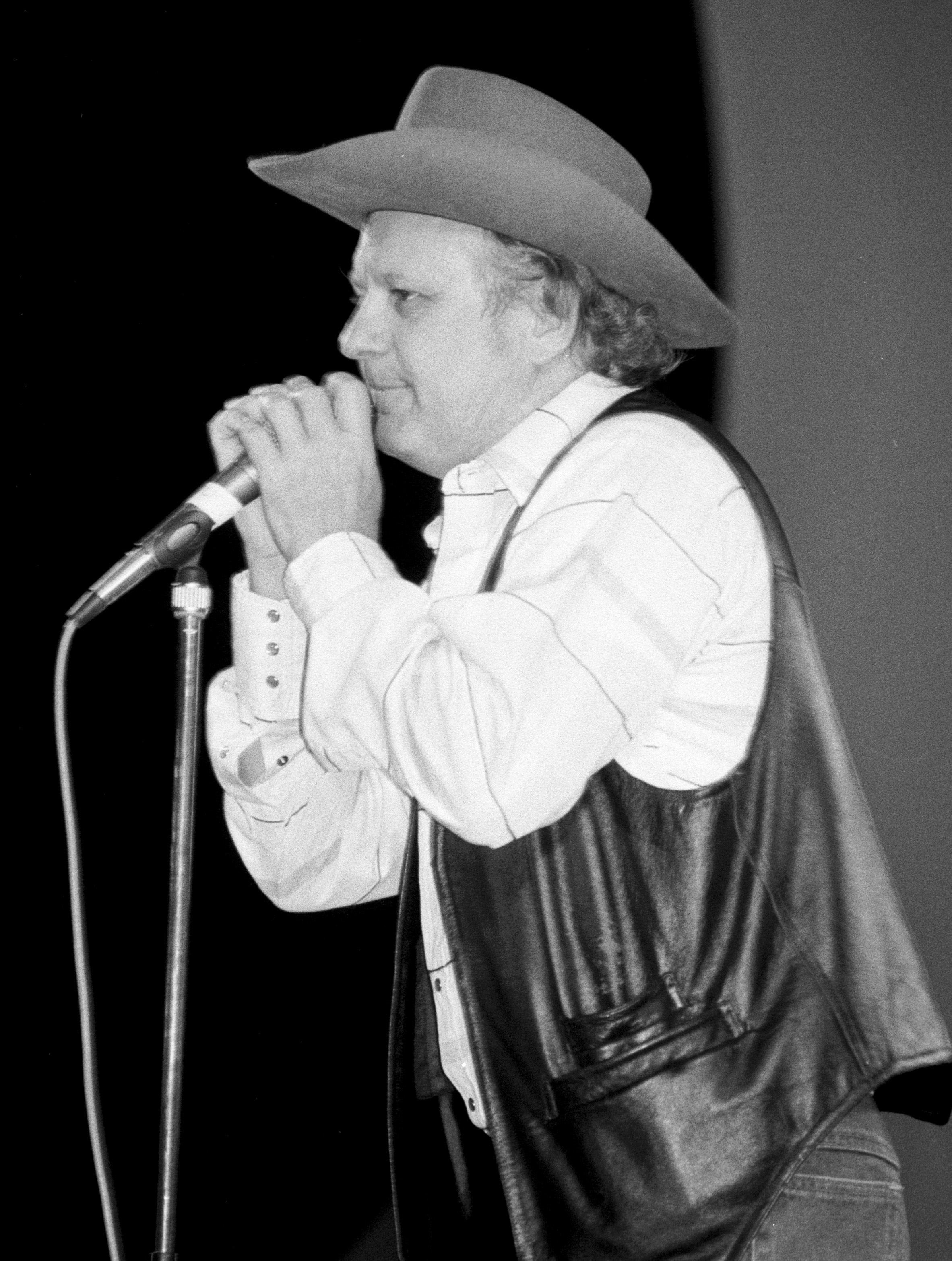
Charlie McCoy acompañó a Dylan en las sesiones de grabación de Blonde on Blonde en Nashville.

Además de Al Kooper y Robbie Robertson, que acompañaron a Dylan, Johnston reclutó al multiinstrumentista Charlie McCoy, al guitarrista Wayne Moss, al bajista Joe South y al batería Kenny Buttrey. A petición de Dylan, Johnston retiró las cabinas de sonido que separaban a los músicos en el estudio, de manera que había «un ambiente adecuado para el conjunto». Buttrey atribuyó el distintivo sonido de Blonde on Blonde a la reordenación que Johnston realizó del estudio, «como si estuviéramos en un escenario estrecho, en comparación con una gran sala donde estás a noventa millas de distancia». Además, Dylan instaló un piano en la habitación de su hotel en Nashville, el cual solía tocar Kooper para ayudar al músico durante el proceso de composición. Kooper fue también el encargado de enseñar los temas a los músicos antes de que Dylan llegase al estudio.
Las sesiones de Nashville se dividieron en dos bloques: una primera tanda de sesiones entre el 14 y 17 de febrero, y un segundo bloque entre los días 8 y 10 de marzo. Dentro del primer bloque, la primera sesión en Nashville tuvo lugar el 14 de febrero, durante la cual Dylan grabó tomas maestras de «Visions of Johanna» y de «4th Time Around», así como varias versiones insatisfactorias de «Leopard-Skin Pill-Box Hat». Al día siguiente, Dylan comenzó a trabajar en el estudio a las seis de la tarde arreglando varias letras, mientras los músicos hablaban y jugaban a las cartas. Finalmente, a las cuatro de la madrugada, Dylan llamó a los músicos y esbozó la estructura de «Sad Eyed Lady of the Lowlands». Según Buttrey: «Si te fijas en ese disco, esa cosa después de la segunda estrofa empieza a construirse y a construirse a lo loco, y todo el mundo estaba alcanzando un máximo porque pensamos: "Tío, esto es todo. Esta va a ser la última estrofa y hemos puesto toda nuestra carne en el asador". Y luego tocaba otro solo de armónica y volvía a otra estrofa y la dinámica tenía que reducirse otra vez a la sensación de otro verso... Después de diez minutos de esta cosa estábamos viniéndonos abajo, en lo que estábamos haciendo. Quiero decir, habíamos llegado a lo alto hacía cinco minutos. ¿A dónde vamos desde aquí?». El resultado final de «Sad Eyed Lady of the Lowlands» dura más de once minutos y ocupa toda la cuarta cara del álbum.
Durante la siguiente sesión, Dylan volvió a pasar la tarde escribiendo canciones y grabando a altas horas de la madrugada, durante las cuales el grupo registró «Stuck Inside of Mobile with the Memphis Blues Again». Tras varias revisiones y falsos comienzos, la decimocuarta toma fue seleccionada para mezclarse e incluirse en Blonde on Blonde.
Después de varios conciertos con The Hawks en Ottawa, Montreal y Filadelfia entre febrero y marzo, Dylan retomó las sesiones de grabación el 8 de marzo. El primer día del nuevo bloque de sesiones, el grupo grabó la toma maestra de «Absolutely Sweet Marie». El biógrafo Sean Wilentz observó que «con el sonido de "Sweet Marie", Blonde on Blonde entró sublime y de lleno en lo que ahora se considera el rock and roll clásico». Al día siguiente, Dylan consiguió grabar las másteres de «Just Like a Woman» y «Pledging My Time», la última «impulsada por la guitarra estridente de Robertson», según Wilentz.
El 10 de marzo, durante la última sesión, el grupo grabó un total de seis canciones durante trece horas de trabajo. La primera canción grabada satisfactoriamente fue «Most Likely You Go Your Way (And I'll Go Mine)», reforzada por un fraseo de trompeta tocado por Charlie McCoy; imitación del que Dylan había estado tocando con la armónica. A continuación, Dylan y el resto del grupo grabaron «Temporary Like Achilles». La atmósfera de la sesión comenzó a «ser vertiginosa» en torno a la medianoche, cuando Dylan tocó una versión preliminar de «Rainy Day Women #12 & 35» al piano. Johnston comentó: «Eso suena como la maldita banda del Ejército de Salvación», a lo que Dylan respondió: «¿Puedes conseguir una?». Johnston telefoneó a Wayne Butler para que tocara el trombón en la grabación.
Poco después, Dylan grabó con el resto del grupo «Obviously 5 Believers», así como una toma final de «Leopard-Skin Pill-Box Hat», impulsada por la guitarra de Robertson. La sesión concluyó con «I Want You», en la que, según Wilentz, «las rápidas semicorcheas de Wayne Moss a la guitarra son un elemento imponente de la grabación».
Dylan mezcló el álbum en Los Ángeles a comienzos de abril, antes de emprender la etapa australiana de su gira de 1966. Wilentz escribió que fue en ese momento en el que «fue obvio que la riqueza de las sesiones de Nashville no podían caber en un solo disco», y que «habían producido suficiente material sólido para exigir un doble álbum configurado curiosamente, el primero de su tipo en la música popular contemporánea». Según Steve Berkowitz, que supervisó la reedición en mono de Blonde on Blonde en 2010, Johnston le comentó que trabajaron cuidadosamente en la mezcla en mono durante tres o cuatro días, mientras que la mezcla en estéreo se terminó en unas cuatro horas.

### Canciones descartadas
Al igual que en trabajos anteriores, Bob Dylan grabó más canciones de las incluidas en Blonde on Blonde. «I Wanna Be Your Lover» —inspirada la canción de The Beatles «I Wanna Be Your Man»— y «Jet Pilot» aparecieron casi veinte años después en Biograph, una caja recopilatoria publicada en 1985. Por otra parte, «I'll Keep It with Mine» y «She's Your Lover Now» vieron la luz en The Bootleg Series Volumes 1–3 (Rare & Unreleased) 1961–1991, los tres primeros volúmenes de la colección The Bootleg Series. Finalmente, «Medicine Sunday», una versión primeriza de «Temporary Like Achilles», apareció en Highway 61 Interactive, un CD ROM publicado en 1995.
La única canción aún inédita de las sesiones de Blonde on Blonde es «Number One», un tema instrumental grabado con The Hawks en Nueva York. Aunque el biógrafo Paul Cable especuló que «Number One» podía ser otro título de «Church With No Upstairs», Tim Dunn, autor de The Bob Dylan Copyright Files, señaló que ambas canciones fueron registradas en años distintos.

## Recepción
Tras su lanzamiento, Blonde on Blonde obtuvo reseñas generalmente favorables de la prensa musical. Según Pete Johnson, de Los Angeles Times: «Dylan es un escritor magníficamente elocuente de canciones pop y folk con una capacidad inigualable para comprimir ideas complejas y la filosofía iconoclasta en breves líneas poéticas e imágenes sorprendentes». Paul Williams, editor de Crawdaddy!, escribió en julio de 1966: «Se trata de una memoria caché de la emoción, un paquete bien manejado de excelente música y mejor poesía, mezclado y engranado y listo para convertirse en parte de su realidad. He aquí a un hombre que te va a hablar, un bardo de los 60 con una lira eléctrica y colores deslizantes, pero un hombre sincero con ojos de rayos X a través de los que puedes mirar si quieres. Todo lo que tienes que hacer es escuchar», mientras que el crítico Tim Riley sentenció: «Una abstracción expansionista del revisionismo excéntrico del blues, Blonde on Blonde confirma la talla de Dylan como la mayor esencia del rock estadounidense desde Elvis Presley».
Para la prensa musical, Blonde on Blonde supuso también la última entrega de la trilogía «eléctrica» de Dylan a mediados de la década de 1960. Tal y como escribió Janet Maslin: «Los tres álbumes de este periodo —Bringing It All Back Home y Highway 61 Revisited, ambos lanzados en 1965, y Blonde on Blonde de 1966— usaron su instrumentación eléctrica y sus arreglos de rock para alcanzar una exuberancia chocante que Dylan no había abordado antes». Por otra parte, Mike Marqusee describió la producción de Dylan entre finales de 1964 y el verano de 1966, periodo en el que publicó estos tres álbumes, como «un cuerpo de trabajo que sigue siendo único en la música popular». Para Patrick Humphries, «la obra de Dylan durante el periodo de catorce meses... no tiene parangón en treinta años de historia del rock. En esencia, el estilo, la ambición y el logro, nadie siquiera ha estaco cerca de igualar Bringing It All Back Home, Highway 61 Revisited y Blonde on Blonde».
En el libro de canciones de Blonde on Blonde, Paul Nelson escribió una introducción diciendo: «El título mismo sugiere la singularidad y la dualidad que esperamos de Dylan. La música de ilusión y desilusión de Dylan —con el vagabundo como explorador y el payaso como víctima feliz, donde los mayores crímenes son faltos de vida y la incapacidad de verse a sí mismo como un artista de circo en el espectáculo de la vida— siempre ha llevado en su seno sus propias tensiones inherentes... Dylan al final entiende realmente las situaciones, y una vez que uno no entiende verdaderamente nada, no puede dejar de ser la ira, moralización, sino humor y compasión, solo pena». Por otra parte, Wilson y Alroy comentaron: «Las canciones no son tan nítidas como en los dos discos anteriores ("Just Like a Woman" adolece de un coro no muy profundo, "Sad Eyed Lady of the Lowlands" simplemente se prolonga), que se ve agravado por el hecho de que hay el doble de ellas. Sin embargo, hay un montón de gemas líricas: "Stuck Inside of Mobile", "I Want You", "One of Us Must Know (Sooner or Later)" y algunos geniales números cómicos (el sencillo "Rainy Day Women #12 & 35", "Leopard Skin Pill-Box Hat")».
Estudiosos y biógrafos de Dylan también destacaron la importancia de Blonde on Blonde como uno de los trabajos más significativos del músico. Al respecto, Michael Gray escribió: «Haber seguido una obra maestra con otra fue la historia de Dylan haciendo logros aquí... Donde Highway 61 Revisited tiene a Dylan expuesto y confrontado como un láser en una cirugía, que desciende desde fuera de la enfermedad, Blonde on Blonde ofrece una personalidad inundada dentro del caos... La sensación y la música son a gran escala, y el lenguaje y la entrega son una rica mezcla de lo visionario y lo coloquial». En el mismo sentido, el biógrafo Robert Shelton vio el álbum como «una colección distintiva que completa su primer gran ciclo de rock, que comienza con Bringing It All Back Home». Como resumen de los logros del álbum, Shelton escribió que Blonde on Blonde «comienza con una broma y termina con un himno; entre tanto alterna una temática dominante de atrapamiento por las circunstancias, el amor, la sociedad y la esperanza no realizada... Hay un notable matrimonio entre lo funky, el expresionismo del blues rock y visiones de la discontinuidad, el caos, el vacío, la pérdida, el "estar atrapado" similares a Arthur Rimbaud».
Para Mike Marqusee, Dylan tuvo éxito al combinar el blues tradicional con técnicas literarias modernistas: «[Dylan] tomó expresiones heredadas y las impulsó en una estratosfera modernista. "Pledging My Time" y "Obviously 5 Believers" se ceñían a los patrones del blues que eran venerables cuando Dylan los encontró por primera vez a mediados de los años 50. Sin embargo, al igual que "Visions of Johanna" y "Memphis Blues Again", estas canciones están fuera de cualquier categoría. Son composiciones abstractas, alusivas y repetitivas que desafían la reducción».
A nivel comercial, Blonde on Blonde alcanzó el puesto tres en la lista británica UK Albums Chart y el nueve en la estadounidense Billboard 200, país donde además fue certificado como doble disco de platino al superar los dos millones de copias vendidas. En Australia, el álbum alcanzó el puesto cuatro en la lista de discos más vendidos. Por otra parte, varios sencillos extraídos del álbum obtuvieron también un notable éxito: al respecto, «Rainy Day Women #12 & 35» llegó al puesto dos de la lista Billboard Hot 100, la misma la posición alcanzada un año antes por «Like a Rolling Stone» y el mejor resultado para un sencillo de Dylan. «Rainy Day Women #12 & 35» también entró en el top 10 en países como Reino Unido y Países Bajos. Otros sencillos como «I Want You» y «Just Like a Woman» obtuvieron resultados más discretos en el país natal de Dylan, donde alcanzaron los puestos 20 y 33 respectivamente.
Asimismo, en 2003, en una edición especial, la revista Rolling Stone posicionó el álbum en el puesto 9 de su lista de los 500 mejores álbumes de todos los tiempos.

## Portada y título del álbum

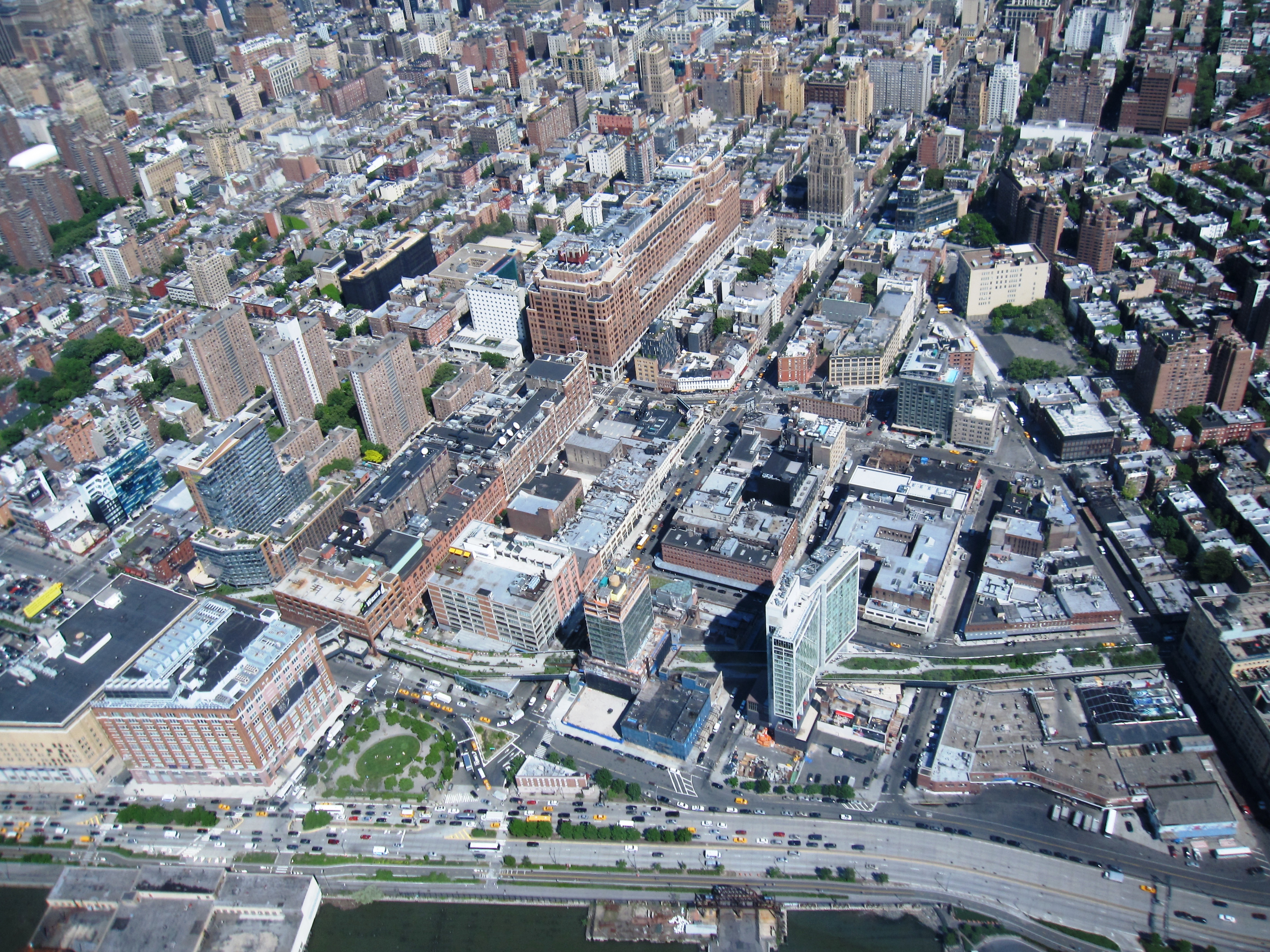
Meatpacking District, distrito de Nueva York donde Jerry Schatzberg fotografió a Bob Dylan para la portada de Blonde on Blonde.

La fotografía de la portada de Blonde on Blonde muestra un retrato del rostro de Dylan de 30x30 cm. El diseño del álbum, en forma de libreto en su versión original en formato vinilo, se abría para formar una fotografía de 30x66 cm de tres cuartas partes del artista. Además, la portada, a la que se añadió una etiqueta para promocionar los sencillos «I Want You» y «Rainy Day Women #12 & 35», no incluyó ni el nombre de Dylan ni el título del álbum.
La fotografía muestra a Dylan frente a un edificio de ladrillos, con una chaqueta de ante y una bufanda de cuadros blancos y negros. La chaqueta es la misma que el músico vistió para las portadas de sus dos siguientes álbumes, John Wesley Harding y Nashville Skyline. El fotógrafo, Jerry Schatzberg, describió cómo fue tomada la foto: «Quería encontrar un lugar interesante fuera del estudio de grabación. Fuimos al oeste, donde ahora están las galerías de arte de Chelsea. En aquel momento era el distrito de envasado de carne de Nueva York y me gustó el aspecto. Hacía mucho frío y estábamos congelados. El enfoque que eligió para la portada es borroso y fuera de foco. Por supuesto, todo el mundo estaba intentando interpretar el significado, diciendo que debía representar ponerse ciego en un viaje lisérgico. No era nada de eso; hacía frío y los dos estábamos temblando. Había otras imágenes que eran nítidas y estaban enfocadas, pero a Dylan le gustó esa fotografía».
El interior del álbum incluyó nueve fotografías en blanco y negro tomadas también por Schatzberg y seleccionadas por el propio Dylan. La selección de fotografías incluía una de la actriz Claudia Cardinale sacada de la cartera de Schartzberg, pero tuvo que ser retirada porque había sido utilizada sin autorización y los representantes de Cardinale amenazaron con demandar al músico. Debido a ello, las primeras copias de Blonde on Blonde, con la fotografía de Cardinale en el interior, son consideradas una pieza de colección. En su lugar, Dylan incluyó un autorretrato de Schatzber. Las fotografías, según Gill, añadieron «una visión sombría de la vida [de Dylan], incluyendo una pose enigmática de Dylan sujetando un pequeño retrato de una mujer en una mano y un par de pinzas en la otra: todo ello contribuyó al aire del álbum, de un genio reclusivo y sin embargo sibarita».
Al Kooper señaló que el título tanto de Blonde on Blonde como de las canciones surgieron durante la mezcla del álbum. Al respecto, comentó: «Cuando estábamos mezclándolo, estábamos alrededor y Johnston entró y dijo: "¿Cómo vas a querer llamarlo?". Y [Dylan] solo los dijo una vez... La asociación libre y la tontería, estoy seguro, jugaron un papel muy importante». Otro biógrafo, Oliver Trager, señaló que, además de detallar las iniciales de Bob, Blonde on Blonde era también una referencia a Brecht on Brecht, una producción teatral basada en obras del dramaturgo alemán Bertolt Brecht que había influido en las primeras composiciones del músico. El propio Dylan comentó sobre el título: «Bueno, ni siquiera recuerdo exactamente cómo ocurrió, pero sé que fue con buena fe... No sé quién pensó en eso. Yo desde luego no lo hice».

## Lista de canciones
Todas las canciones escritas y compuestas por Bob Dylan. 
| Cara A |                                         |          |  |
| N.º    | Título                                  | Duración |  |
| 1.     | «Rainy Day Women #12 & 35»              | 4:36     |  |
| 2.     | «Pledging My Time»                      | 3:45     |  |
| 3.     | «Visions of Johanna»                    | 7:30     |  |
| 4.     | «One of Us Must Know (Sooner or Later)» | 4:56     |  |

| Cara B |                                                       |          |  |
| N.º    | Título                                                | Duración |  |
| 5.     | «I Want You»                                          | 3:09     |  |
| 6.     | «Stuck Inside of Mobile with the Memphis Blues Again» | 7:06     |  |
| 7.     | «Leopard-Skin Pill-Box Hat»                           | 3:52     |  |
| 8.     | «Just Like a Woman»                                   | 4:42     |  |

| Cara C |                                                  |          |  |
| N.º    | Título                                           | Duración |  |
| 9.     | «Most Likely You Go Your Way (And I'll Go Mine)» | 3:24     |  |
| 10.    | «Temporary Like Achilles»                        | 4:51     |  |
| 11.    | «Absolutely Sweet Marie»                         | 4:48     |  |
| 12.    | «4th Time Around»                                | 4:29     |  |
| 13.    | «Obviously 5 Believers»                          | 3:32     |  |

| Cara D |                                 |          |  |
| N.º    | Título                          | Duración |  |
| 14.    | «Sad Eyed Lady of the Lowlands» | 11:43    |  |

## Personal
| Músicos - Bob Dylan: voz, guitarra, armónica, piano - Bill Aikins: teclados - Wayne Butler: trombón - Kenneth Buttrey: batería - Rick Danko: bajo - Bobby Gregg: batería - Paul Griffin: piano - Jerry Kennedy: guitarra - Al Kooper: órgano y guitarra - Charlie McCoy: bajo, guitarra, armónica y trompeta - Wayne Moss: guitarra y coros - Hargus "Pig" Robbins: piano y teclados - Robbie Robertson: guitarra y coros - Henry Strzelecki: bajo - Joe South: guitarra y bajo | Equipo técnico - Michael Brauer: mezclas - Greg Calbi: masterización - Bob Johnston: productor musical - Jerry Schatzberg: fotografía |

## Posición en listas
| País           | Lista              | Posición |
| -------------- | ------------------ | -------- |
| Australia      | ARIA Albums Charts | 4        |
| Estados Unidos | Billboard 200      | 9        |
| Reino Unido    | UK Albums Chart    | 3        |

| Sencillo                   | País           | Lista             | Posición |
| -------------------------- | -------------- | ----------------- | -------- |
| «One of Us Must Know»      | Reino Unido    | UK Singles Chart  | 33       |
| «Rainy Day Women #12 & 35» | Estados Unidos | Billboard Hot 100 | 2        |
| «Rainy Day Women #12 & 35» | Reino Unido    | UK Singles Chart  | 7        |
| «I Want You»               | Estados Unidos | Billboard Hot 100 | 20       |
| «I Want You»               | Reino Unido    | UK Singles Chart  | 16       |
| «Just Like a Woman»        | Estados Unidos | Billboard Hot 100 | 33       |